# أكاديمية بطلي (الموسم 4)
الموسم الرابع من أكاديمية بطلي (باليابانية: 僕のヒーローアカデミア، بالروماجي: Boku no Hīrō Academia)، أُنتج هذا الموسم من المسلسل التلفزيوني الأنمي بواسطة
بونز بإخراج كينجي ناغاساكي وهو المخرج الرئيسي، وأيضا ماساهيرو موكاي، فهما يتابعان قصة سلسلة مانغا الأصلية من النصف الثاني من المجلد 14 إلى الفصول الأولى من المجلد 21. حيث يملأ آرك "شي ساكي" (الفصول 125-162)، و آرك "الدورة العلاجية" (الفصول 163-168)، و"مهرجان المدرسة الثقافي" (الفصول 169-183)، و الجزء الأول من آرك ""البطل المحترف"" (الفصول 184–190)؛ بما في ذلك الفصول (191-193). بث الموسم في 12 من أكتوبر 2019 إلى 4 من أبريل 2020 على نيبون تي في.

## قصة الموسم
في هذا الموسم يكمل إيزوكو ميدوريا وزملائه في دراسات عمل الأبطال، حيث يواجهون الشرير شي ساكي ومجموعة من الأعداء، ومهمتهم هي إيقافهم. من إنشاء عقار مدمر للطاقات وإنقاذ فتاة صغيرة في وسطه. وفي الوقت نفسه، اثنان من طلاب ثانوية الأبطال المرموقة. يحضرون أنفسهم لأجل دورة رخصة البطل الخاصة، بعد أن فشلوا في الامتحان السابق. ومن ثم، تقوم مدرسة الأبطال المرموقة. بمهرجانها المدرسي السنوي و 1-A حيث تقرر تقديم عرض رقص مع فرقة موسيقية حية على أمل تخفيف شك الجمهور في قيمتها. لاحقًا، تم الكشف عن تصنيفات الأبطال الجديدة بعد فترة وجيزة من إجبار أحد أعظم الأبطال في العالم على التقاعد.

## الإنتاج والإصدار
قامت فنميشن بترخيص الموسم لإصداره باللغة الإنجليزية في أمريكا الشمالية. عرضت فنميشن الحلقة الأولى من الموسم الرابع لأول مرة في أنمي إكس بو في 6 يوليو 2019، مع دوبينغ باللغة الإنجليزية.

## إصدار الفيديو

### اليابانية
أصدرت توهو الموسم الرابع من الأنمي على دي في دي وبلو راي في ستة مجلدات ضمم اليابان، حيث صدر المجلد الأول في 22 من يناير 2020، والمجلد النهائي صدر في 19 من أغسطس 2020.

### الانجليزية
أصدرت فنميشن السلسلة في أمريكا الشمالية في مجلدين، حيث صدر المجلد الأول في 29 من سبتمبر 2020 والمجلد الثاني في من 16 فبراير 2021. حيث تلقى كلا المجلدين إصدار دي في دي وبلو راي في 15 من فبراير 2022.

## وصلات خارجية
- أكاديمية بطلي (الموسم 4) على موقع ANN anime (الإنجليزية)